# 流通
流通（りゅうつう、英語: distribution）とは、貨幣や商品などが市場で移転されることを指し、特に商品が生産者から消費者に渡ること、またそれを可能とせしめる社会経済的機能や、商品を消費者（個人だけでなく企業間取引も含む）へ届けるための商業・事業活動全般をいう。
元は仏教で仏典や教義を広めることを意味する「流通（るづう）」に由来し、それが転じて広い意味で流れ広まることを指すようになり、さらに現在のような経済用語として使われるに至った。

## 一般的な商品の流通経路
生産者（メーカー、農民、漁師など） → 一次卸売業者・仲買（大卸とも） → 二次卸業者 → 小売業者 → 消費者
- 卸業者は一次のみの場合もある。
- 輸入商品の場合は、外国の生産者がある国における正式な独占販売権を与えて便宜を図ることが多く、販売権の与えられた販売業者を「（総）代理店」と称することもある[要出典]。
- 1980年代以降、チェーンストアのように大規模化・全国化する小売業者が増え、メーカーから直接仕入れる傾向が多い。
- 製造型小売業 (SPA) 小売業者主体で商品企画を行い、これに基づいて委託生産した商品を販売する形態も登場している（例・ユニクロ、GAPなど）。
- さらに、情報技術の発達によって、これまでは野菜など、ごく小規模に限られていた生産者による消費者への直接販売も、品目によっては大規模に行われるようになった（例・パソコンなど）。

### アメリカの青果物流通
1970‐80年代において、農協のような共同出荷の比率は低く、小売業の割合が多い。規模の大きな小売り業者はバイヤーを産地に常駐させて直接取引を行う。小規模な小売店は電話で直接買い付けを行うか、農業ブローカーを取り次いで取引を行う。チェーンストアの占有率が低かったころは、ターミナルマーケット（ターミナル市場、卸売市場）に集荷して、そこで取引が行われていたが、チェーンストアの占有率が上がると、ウェアハウスという集配施設に発展し、直接農家と取引する方式に変更していった。小売店に次いで、多い出荷先は、シッパー(shipper)やパッカー(packer)と呼ばれる包装発送を行う産地業者で、そこからターミナルマーケットへ出荷される。生産者の中には、エージェントやブローカーを通じて小売店に売り込むことも行われる。
販売価格については、農産物流通協定法に基づくプログラムで米国農務省農業市場流通局が管轄している。

## 学術団体
日本の学術団体としては、日本商業学会が1951年4月21日、慶應義塾大学教授の向井鹿松を初代会長として設立された。